# Félix Bourquelot
Pour les articles homonymes, voir Bourquelot.
Louis Félix Bourquelot est un historien français, né à Provins le 19 août 1815, mort à Paris le 15 décembre 1868, à 53 ans.

## Biographie

### Jeunesse
Il est né le 19 août 1815 à Provins d'un père avoué au tribunal et maire de la ville de 1831 à 1842. Il poursuit ses études à Paris au collège Louis-le-Grand, puis suit à l'École de droit des cours qui ne l'intéressent guère. Il achève néanmoins ces études en 1838, année où il est reçu avocat.
Plus intéressé par la littérature et par l'histoire, il prend à la Société bibliophile-historique et publie en 1839, puis le second volume en 1840, une Histoire de Provins en deux volumes. En 1839, il est admis élève pensionnaire à l'École royale des chartes, dont il sort en 1841 avec le titre d'archiviste paléographe. Cette même année, il présente son Histoire de Provins au « Concours des antiquités nationales », obtenant de l'Académie des inscriptions et belles-lettres une des trois médailles de 500 francs, récompensant chaque année les trois meilleurs travaux qui lui sont soumis.

### Assistant d'Augustin Thierry
Auparavant, dans le courant de l'année 1840, le ministre de l'Instruction publique, Victor Cousin, l'adjoint par arrêté au groupe des jeunes érudits chargé d'aider Augustin Thierry, devenu aveugle et paralytique, à rédiger la Collection des monuments de l'histoire du Tiers-État. Pendant quatre ans, il travaille dans l'ombre aux côtés de Charles Louandre et de Ludovic Lalanne, mais, à partir de 1844, il devient l'assistant personnel de Thierry jusqu'à la mort de celui-ci en 1856. Il poursuit ensuite ce travail avec Louandre, tout en se consacrant à de multiples études et notices sur l'histoire de sa province, qui lui fournissent la matière à deux ouvrages plus importants : les Mémoires de Claude Haton (1857), et les Foires de Champagne (1865).

### Collaborations diverses
Entretemps, Quérard, après avoir publié en 1842 la France littéraire, entreprend la rédaction de la France littéraire contemporaine ; XIXe siècle, mais il abandonne en cours. Son éditeur, Félix Daguin, charge Louandre et Bourquelot de finir ce travail. Ils achèvent ensemble les tomes II, III et IV, Bourquelot et Alfred Maury le tome V, et enfin Maury seul termine le tome VI, le dernier.

### Mariage
En 1845, il épouse Claire Fabreguettes, fille d'un consul de France en Crète, ce qui lui donne l'occasion de voyager soit en France (les îles de Lérins, Nice, Lodève, Auxerre, etc.) soit à l'étranger (Milan, la Sicile, l'île de Candie, Constantinople, etc.). Il rapporte immanquablement de ces voyages des mémoires historiques ou archéologiques, malgré les conseils d'amis qui lui reprochent de trop se disperser, ainsi que le montre la liste non exhaustive de ses travaux.

### Procès de Libri
Libri est un mathématicien et un bibliophile italien, qui parvient en 1841 à se faire nommer secrétaire de la Commission du Catalogue général des manuscrits des bibliothèques publiques de France. Il profite de ses fonctions pour subtiliser dans de nombreuses bibliothèques une énorme quantité de livres rares et d'autographes. Le scandale n'éclate qu'au bout de plusieurs années. Libri parvient à s'enfuir avec une partie de son butin avant d'être inculpé, grâce à la complicité de son collègue de la Commission des monuments historiques, Prosper Mérimée. Au moment de l'instruction, Bourquelot est appelé en tant qu'expert pour identifier et répertorier des milliers de lettres et autres pièces en italien trouvées chez l'accusé. Son expertise joue un rôle important dans cette affaire. Bourquelot répond à Mérimée au sujet de cette affaire dans la Revue des deux Mondes du 1er mai 1852.

### Dernières années
Le 13 février 1852, il est nommé membre de la Commission des archives départementales et communales au ministère de l'intérieur. Le 29 juin 1854, il est nommé tout d'abord répétiteur, puis professeur-adjoint à l'École impériale des chartes, chargé d'enseigner l'histoire, les institutions et la géographie de la Gaule. Le 15 août 1858, il reçoit la Légion d'honneur. Les années suivantes, il souffre de douleurs cardiaques, mal qui l'emporte subitement la nuit du 14 au 15 décembre 1868 (alors qu'il se met au lit) en son domicile dans le 9e arrondissement de Paris.
La ville de Provins a donné son nom à l'une de ses rues.

## Sociétés savantes
Il a fait partie des sociétés suivantes :
- Comité des travaux historiques et scientifiques : membre de 1852 à 1868
- Société d'archéologie, sciences, lettres et arts du département de Seine-et-Marne
- Société de l'École des chartes : président
- Société nationale des antiquaires de France : membre de 1840 à 1868

## Publications et travaux
- "Assassinat de Guillaume Pentecoste, maire de Provins (1279)", Bulletin de la Société bibliophile historique, 1836-1837, 3e trimestre[1]
- Histoire de Provins, éditions Allouard, Paris, 2 volumes, 1839 et 1840[3]
- "Notice sur la grosse tour de Provins", Indicateur de Seine-et-Marne, 1840[16]
- "Les comtes de Champagne", Mémorial de la noblesse, 1840
- Notice sur le prieuré de Saint-Loup-de-Naud, 1841
- "Documents inédits sur les états de Tours en 1484", Mémoires de la Société des antiquaires de France, 1842[16]
- La Littérature française contemporaine..., par Joseph-Marie Quérard et par MM. Charles Louandre, Félix Bourquelot et Alfred Maury, 1842-1857
- Notice sur le prieuré de Voulton, 1844
- Patria, la France ancienne et moderne, morale et matérielle, ou Collection encyclopédique et statistique de tous les faits relatifs à l'histoire physique et intellectuelle de la France et de ses colonies, 1847
- Voyage en Sicile, 1848
- Recueil des monuments inédits de l'histoire du Tiers État, première série, Chartes, coutumes, actes municipaux, statuts des corporations d'arts et métiers des villes et communes de France. Région du Nord par Augustin Thierry, collection de documents inédits sur l'histoire de France, 1850-1870
- Document relatif à la géographie de la Gaule ancienne au IXe siècle, lu à la séance de la Société des antiquaires de France du 19 novembre 1850, 1851
- Observations sur l'établissement de la commune de Vézelay, 1852[1]
- "Affaire Libri. Réponse à M. Mérimée", Revue des deux Mondes du 1er mai 1852
- La littérature française contemporaine, 1827-1849 : continuation de La France littéraire : dictionnaire bibliographique, 1852-1857[1]
- "Un scrutin au XIVe siècle, notice et documents lus à la séance du 19 juin 1852", 1852, Mémoires de la Société nationale des antiquaires de France
- "L' Italie aux foires de Champagne et de Brie", Revue des sociétés savantes, non daté
- De la formation des civitates de la Gaule, mémoires de la Société impériale des Antiquaires de France[1]
- La Colonne serpentine à Constantinople, mémoires de la Société impériale des Antiquaires de France
- Histoire de la sculpture et des arts plastiques en France, non daté
- Notice sur le journal de Jean Glaumeau, prêtre de Bourges au XVIe siècle, lue à la séance de la Société des Antiquaires de France du 9 juillet 1853, 1854
- Notice sur le manuscrit intitulé « Cartulaire de la ville de Provins », 1856
- "Histoire de la fête des fous de Sens", Bulletin de la Société archéologique de Sens, 1856
- Mémoires de Claude Haton, contenant le récit des événements accomplis de 1553 à 1582, principalement dans la Champagne et la Brie, 1857, documents inédits de l'Histoire de France
- "Antiquités de Chateaubleau", Mémoires de la Société des antiquaires de France, 1858
- "Jean des Mares, avocat général au Parlement de Paris au quatorzième siècle, notice biographique", Revue historique du droit, n° de mai-juin 1858
- De la transformation des noms de plusieurs villes gauloises pendant la domination romaine, 1858[1]
- De l'origine des foires de Champagne, Feuille de Provins, 1859[16]
- Fragments de comptes du XIIIe siècle, 1862
- Huit jours dans l'Ile de Candie en 1861, 1863
- Études sur les noms propres et leur valeur historique au temps des deux premières dynasties franques, 1865
- Études sur les foires de Champagne, sur la nature, l'étendue et les règles du commerce qui s'y faisaient aux XIIe, XIIIe et XIVe siècles, 1865-1866, extrait du tome V des Mémoires présentés par divers savants à l'Académie des inscriptions et belles-lettres
- Inscriptions antiques d'Auxerre, origines et dénominations de cette ville, extrait du XXXe volume des Mémoires de la Société impériale des antiquaires de France
- Inscriptions antiques de Luxeuil et d'Aix-les-Bains, mémoires de la société impériale des antiquaires de France. Troisième série, tome sixième
- Renier Acorre, financier et grand propriétaire au treizième siècle, 1867
- "Constantinople en 1861", 1867, Bulletin de la société d'archéologie, sciences, lettres et arts du département de Seine-et-Marne ;
- Paroles prononcées par M. Bourquelot, professeur à l'École des chartes, sur la tombe de M. Vallet (de Viriville), le 22 février 1868, 1868